# 梁雷
梁雷（1972年11月28日—），男，天津人，美国华裔音乐家，2015年普利策奖最终提名获得者，并于2020年获得国际作曲最高奖--格文美尔大奖。 是聖地牙哥加利福尼亞大學教授。

## 生平
1972年出生于天津，4岁开始学习钢琴。1990年留学美国，在新英格兰音乐学院获得学士和硕士学位。博士毕业于哈佛大学。他现任美国聖地牙哥加利福尼亞大學“校长杰出教授”，博士生导师，全校校务委员会主席，并曾任音乐系主任、作曲学科主任。

## 奖项和荣誉
梁雷近年获得多项世界重要奖项，包括美国罗马学院颁发的“罗马奖”、古根海姆奖、谢尔盖·库萨维茨基音乐基金奖、美国国家艺术基金奖，以及纽约创造基金奖等。梁雷的萨克斯风与交响乐队作品《潇湘》获2015年普利策作曲奖最终提名。2020年，他的交响乐队作品《千山万水》获得国际作曲最高奖--格文美尔大奖。
纽约爱乐、波士顿现代交响乐团、柏林爱乐室内乐团、台北市立国乐团、钢琴家陈必先、琵琶演奏家吴蛮等著名音乐团体与演奏家曾委约梁雷创作。他的作品包括交响乐、民族管弦乐队、协奏曲、室内乐、民族器乐、电子音乐、室内歌剧、电影配乐等百余部。拿索斯等唱片公司发行梁雷的八张作品专辑。他编著了四本著作，发表中英文文章二十余篇。2020年，《百川汇流的声景—作曲家梁雷的人文叙事》（洛秦主编）由上海音乐学院出版社出版，包括作曲家的学习传记，以及海内外名家学者对他的评述。
2013-2016年，梁雷受聘于美国加州高通研究所担任驻地作曲家。他的黄宾虹山水册页多媒体研究项目通过将音乐与先进科学技术研究来保护与重构珍贵文化遗产。2018年，梁雷被高通研究所命名为首任艺术研究员。梁雷最近的歌剧作品分别涉及美墨边境的性奴隶问题，以及美国的枪支和暴力的复杂关系。同时，他与科学家合作，通过对珊瑚礁以及北冰洋的海洋研究，带领音乐团队参与环境保护。
梁雷曾被聘任为哈佛大学院士协会青年院士，并被世界经济论坛命名为“全球青年领袖”。2018年，他受周文中先生委托，担任成立于星海音乐学院的“周文中音乐研究中心”学术委员会主席及艺术总监。他的全部作品由纽约朔特音乐公司出版。

## 家庭
父亲梁茂春，母亲蔡良玉都是音乐学家。